# Derek Boogaard
Derek Leendert Boogaard (23. června 1982 Saskatoon, Saskatchewan – 13. května 2011 Minneapolis, Minnesota, USA) byl kanadský lední hokejista, který hrál na postu levého křídla. Hrál v NHL za Minnesotu Wild a New York Rangers. Byl znám jako bitkař, jeho přezdívky byly "Boogeyman" a "The Mountie". Byl zvolen jako druhý nejvíce zastrašující hráč, na prvním místě se umístil Georges Laraque, který právě ukončil aktivní kariéru. Boogaard byl nalezen mrtev 13. května 2011 ve svém bytě, podle pitvy zemřel v důsledku míchání alkoholu s oxykodonem.

## Smrt
13. května 2011 bylo tělo Dereka Boogaarda nalezeno rodinou v jeho bytě v Minneapolis. Když ho našli tak už Derek nedýchal a byl v bezvědomí. Minneapoliský záchranný sbor ho prohlásil za mrtvého. Zemřel krátce před svými 29. narozeninami.
Přesto, že na místě nebyly žádné stopy po násilí, bylo zahájeno vyšetřování místních detektivů. Pitva objasnila příčinu jeho smrti. Lékař, který ji vykonal, řekl, že Boogaardova smrt byla náhodná díky míchání alkoholu s oxykodonem. Jeho rodina se později rozhodla darovat jeho mozek na výzkum institutu Sports Legacy, který úzce souvisí s Bostonskou lékařskou univerzitou.
Dne 22. července 2011 byl jeho bratr Aaron obviněn z nezákonné distribuce drog, jen den poté, co byl propuštěn z léčebny pro drogově závislé.

## Klubové statistiky
| Sezona                 | Klub                  | Soutěž     | Základní část | Základní část | Základní část | Základní část | Základní část | Play off | Play off | Play off | Play off | Play off |
| Sezona                 | Klub                  | Soutěž     | Z             | G             | A             | B             | TM            | Z        | G        | A        | B        | TM       |
| ---------------------- | --------------------- | ---------- | ------------- | ------------- | ------------- | ------------- | ------------- | -------- | -------- | -------- | -------- | -------- |
| 1999–00                | Regina Pats           | WHL        | 5             | 0             | 0             | 0             | 17            | —        | —        | —        | —        | —        |
| 1999–00                | Prince George Cougars | WHL        | 33            | 0             | 0             | 0             | 149           | —        | —        | —        | —        | —        |
| 2000–01                | Prince George Cougars | WHL        | 61            | 1             | 8             | 9             | 245           | 6        | 1        | 0        | 1        | 31       |
| 2001–02                | Prince George Cougars | WHL        | 2             | 0             | 0             | 0             | 16            | —        | —        | —        | —        | —        |
| 2001–02                | Medicine Hat Tigers   | WHL        | 46            | 1             | 8             | 9             | 178           | —        | —        | —        | —        | —        |
| 2002–03                | Medicine Hat Tigers   | WHL        | 27            | 1             | 2             | 3             | 65            | —        | —        | —        | —        | —        |
| 2002–03                | Louisiana IceGators   | ECHL       | 33            | 1             | 2             | 3             | 240           | 2        | 0        | 0        | 0        | 0        |
| 2003–04                | Houston Aeros         | AHL        | 53            | 0             | 4             | 4             | 207           | 2        | 0        | 1        | 1        | 16       |
| 2004–05                | Houston Aeros         | AHL        | 56            | 1             | 4             | 5             | 259           | 5        | 0        | 0        | 0        | 38       |
| 2005–06                | Minnesota Wild        | NHL        | 65            | 2             | 4             | 6             | 158           | —        | —        | —        | —        | —        |
| 2006–07                | Minnesota Wild        | NHL        | 48            | 0             | 1             | 1             | 120           | 4        | 0        | 1        | 1        | 20       |
| 2007–08                | Minnesota Wild        | NHL        | 34            | 0             | 0             | 0             | 74            | 6        | 0        | 0        | 0        | 24       |
| 2008–09                | Minnesota Wild        | NHL        | 51            | 0             | 3             | 3             | 87            | —        | —        | —        | —        | —        |
| 2009–10                | Minnesota Wild        | NHL        | 57            | 0             | 4             | 4             | 105           | —        | —        | —        | —        | —        |
| 2010–11                | New York Rangers      | NHL        | 22            | 1             | 1             | 2             | 45            | —        | —        | —        | —        | —        |
| NHL celkem             | NHL celkem            | NHL celkem | 277           | 3             | 13            | 16            | 589           | 10       | 0        | 1        | 1        | 44       |
| Konec hokejové kariéry |                       |            |               |               |               |               |               |          |          |          |          |          |